# Orde del Tresor Sagrat
L'Orde del Tresor Sagrat (瑞宝章 Zuihōshō) és un orde japonès, establert el 4 de gener de 1888 per l'Emperador Meiji del Japó. És concedida en 8 classes (de la 8a a la 1a en ordre ascendent), i és atorgada pel llarg i/o servei meritori tant civil com militar, i en temps de guerra també pot atorgar-se als oficials per valentia. A diferència de les seves homòlogues europees, pot ser concedida a títol pòstum.
Representa els tres tresors imperials: el Mirall Yata (tan sagrat que ni l'Emperador podia mirar-lo, representant la puresa i la saviesa), les Joies Yasakani (representant la bondat, l'obediència i l'afecte) i l'Espasa personal de l'Emperador.
Originàriament era només una distinció per a homes, però des de 1919 pot atorgar-se també a les dones.
És considerat l'orde japonès al mèrit més baix (se situa per darrere de l'Orde del Sol Naixent), i pot ser atorgat tant a japonesos com a estrangers.
El 2003 van ser abolides la 7a i la 8a classes de l'orde.

## Disseny
La insígnia, per a les classes 1a, 3a, 4a, 5a i 6a és una Creu de Malta daurada (1a, 3a i 4a), daurada i platejada (5a) i platejada (6a), amb raigs en esmalt blanc (representant l'espasa). El disc central és blau, amb una estrella platejada de 8 puntes (representant el mirall), amb punts en esmalt vermell (representant la joia).
L'estrella de la 1a i la 2a classes és similar al disseny de la insígnia, però són dues creus de Malta, una en daurat i l'altre en argentat i disposada en diagonal. La 1a classe la llueix a l'esquerra del pit, mentre que 2a classe la llueix a la dreta (sense cap altra insígnia).
La insígnia de la 7a i la 8a classes és una medalla de 8 puntes platejada, parcialment daurada per la 7a, amb representacions del mirall i la joia.
La insígnia penja d'un galó blau cel, amb una franja groga al costat de la vora. La 1a classe penja d'una banda, la 3a classe penja del coll, i de la 4a a la 8a classes penja a l'esquerra del pit (en forma de triangle). En les dames, el galó penja de la 3a a la 6a classes d'un llaç a l'esquerra del pit. En ambdós casos, la 4a classe llueix una roseta sobre el galó.